# Harrison Ellenshaw
Harrison Ellenshaw, geboren als Peter Samuel Ellenshaw (* 20. Juli 1945 in Harrisburg, Pennsylvania) ist ein US-amerikanischer Matte-Painter und Spezialeffektkünstler. 1980 war er für den Oscar für die Besten visuellen Effekte für Das schwarze Loch nominiert.

## Leben
Zu Beginn seiner beruflichen Laufbahn arbeitete er bei Walt Disney Studio. Später wechselte er zu George Lucas Spezialeffektstudio Industrial Light & Magic, wo er viele Effekthintergründe für die Filme Krieg der Sterne und Das Imperium schlägt zurück produzierte.
Gemeinsam mit seinem Vater Peter Ellenshaw war er 1980 für den Oscar für die Besten visuellen Effekte für Das schwarze Loch nominiert.
Sein Sohn Michael Ellenshaw hat 2002 den Kurzfilm Answer produziert und seine Tochter Lynda Thompson ist ebenfalls als Spezialeffekt-Künstlerin tätig.

## Filmografie (Auswahl)
- 1976: Das große Ferienabenteuer (Vacanze col gangster)
- 1976: Der Mann, der vom Himmel fiel (The Man Who Fell to Earth)
- 1976: Gus
- 1976: Zotti, das Urviech (The Shaggy D.A.)
- 1977: Der tolle Käfer in der Rallye Monte Carlo (Herbie Goes to Monte Carlo)
- 1977: Elliot, das Schmunzelmonster (Pete’s Dragon)
- 1977: Krieg der Sterne (Star Wars)
- 1978: Die Katze aus dem Weltraum (The Cat from Outer Space)
- 1978: Tag der Entscheidung (Big Wednesday)
- 1979: Das schwarze Loch (The Black Hole)
- 1980: Das Imperium schlägt zurück (The Empire Strikes Back)
- 1980: Schreie der Verlorenen (The Watcher in the Woods)
- 1982: Tron
- 1986: Captain EO
- 1987: Superman IV – Die Welt am Abgrund (Superman IV – The Quest for Peace)
- 1989: Millennium – Die 4. Dimension (Millennium)
- 1990: Dick Tracy
- 1990: Ghost – Nachricht von Sam (Ghost)
- 1992: Liebling, jetzt haben wir ein Riesenbaby (Honey, I Blew Up the Kid)
- 1993: Dave
- 1996: Flucht aus L.A. (John Carpenter’s Escape from L.A.)